# Drosophila neohypocausta
Drosophila neohypocausta este o specie de muște din genul Drosophila, familia Drosophilidae, descrisă de Lin și Wheeler în anul 1973.
Este endemică în Taiwan. Conform Catalogue of Life specia Drosophila neohypocausta nu are subspecii cunoscute.